# Evergreen Solar
Die Evergreen Solar, Inc (NASDAQ: ESLR) war ein börsennotiertes US-amerikanisches Solarunternehmen, das unter anderem Solarzellen und Solarmodule herstellt. Das Unternehmen musste im August 2011 Zahlungsunfähigkeit nach Chapter 11 anmelden.

## String-Ribbon-Verfahren
Evergreen Solar hält alle Patente an dem String-Ribbon-Verfahren, auch SR-Verfahren genannt. Das Verfahren wurde am Massachusetts Institute of Technology (MIT) entwickelt. Damit lassen sich Solar-Wafer, die Grundlage von Solarzellen, im Vergleich mit konventionellen Technologien effizienter und ressourcenschonender herstellen. Dabei werden polykristalline Wafer nicht wie üblich aus Silicium-Blöcken gesägt. Stattdessen werden dünne Wafer zwischen zwei Kohlenstoff-Drähten aus einer Silicium-Schmelze gezogen. In den sogenannten Quad-Anlagen des Unternehmens können gleichzeitig vier Siliciumflächen gezogen werden.
Die mit diesem Verfahren hergestellten String-Ribbon-Module können mit einem deutlich geringeren Silicium- und Energieeinsatz als bei den anderen gängigen Produktionsmethoden hergestellt werden: Die Produktionstechnologie zeichnet sich durch einen um bis zu 50 % geringeren Siliciumverbrauch aus. Da der Siliciumverbrauch bestimmend für die Kosten und den Energieverbrauch bei der Herstellung von Solarzellen ist, wird eine Energie-Amortisationszeit der Evergreen-Module von unter 12 Monaten erreicht, das heißt, sie erzeugen in weniger als einem Jahr mehr Energie, als zu ihrer Herstellung erforderlich war. Dank der modernen Produktionstechnik bei Evergreen Solar erreichen die Solarmodule gleichzeitig eine CO2-Bilanz, die bis zu 50 % unter jener von herkömmlichen Modulen liegt.
Durch Produkte, die nach diesem Verfahren gefertigt wurden, ergaben sich 2009 für das Unternehmen weltweit Verkaufserlöse von ca. 271,8 Mio. US-Dollar (gesamter Umsatz 2008: 112,0 Mio. US-Dollar).

## Unternehmensprofil
Evergreen Solar war an der US-Börse notiert und wurde auch im Photovoltaik Global 30 Index gelistet. 2004 wurde die deutsche Evergreen Solar in Berlin gegründet.
In Deutschland war Evergreen Solar in Bitterfeld-Wolfen an Sovello (ehemals EverQ GmbH) beteiligt, einem Joint-Venture zusammen mit Q-Cells und REC (Renewable Energy Corporation). Anfang 2010 wurde Sovello von einem neuen Investor übernommen.
Evergreen Solar verlagerte ab Frühling 2010 seine Produktion von Solarmodulen nach China in die Region Wuhan, Ende August 2009 wurde mit dem Bau der Fabrik, die bis zu 500 MW p. a. produzieren sollte, begonnen. Bei diesem Projekt handelt es sich um ein Joint-Venture zwischen Evergreen Solar und einem chinesischen Unternehmen. Evergreen Solar beabsichtigte durch den Bau der Anlage seine Produktionskosten für die Solarmodule drastisch zu senken. Zuletzt wurde ein Großprojekt im süditalienischen Apulien realisiert, das von dem Internet-Portal „solarserver.de“ als „Solaranlage des Monats April 2010“ ausgewählt wurde.

## Insolvenz
Am 15. August 2011 reichte der Konzern am Gericht in Delaware Antrag auf Gläubigerschutz ein und meldete damit Insolvenz an. Das Unternehmen hat 500 Mio. US-Dollar Schulden.